# Cort Guitars
Cort Guitars ist ein Gitarrenhersteller mit Sitz in Südkorea. Cort ist einer der größten Gitarrenproduzenten weltweit und produziert  Instrumente im eigenen Namen sowie im Auftrag für andere Unternehmen.

## Geschichte
Jack Westheimer baute in den 1960ern Geschäftsverbindungen mit japanischen Gitarrenherstellern auf, um Gitarren japanischer Produktion nach Amerika zu importieren. 1973 gründete Westheimer, mit Yung H. Park als Geschäftspartner, in Südkorea das Unternehmen Yoo-Ah. Yoo-Ah wurde später in Cor-Tek umbenannt, nach Westheimers Cortez Marke. Später übernahm Park die Führung von Cor-Tek.
Cor-Tek stellt neben Gitarren mit der Marke Cort auch Gitarren im Auftrag für verschiedene große Marken, wie z. B. Fender, Ibanez, Schecter und G&L, her.

## Modelle
Cort hat kein herausragendes Modell wie zum Beispiel Fender mit der Stratocaster oder Gibson mit der Les Paul. Stattdessen stellt Cort eine breite Palette an Gitarren her um verschiedene Gitarristen und Musik-Genres zu bedienen. Die Produktion erstreckt sich dabei auf E-Gitarren, Akustik-Gitarren und Bass-Gitarren. Hauptaugenmerk liegt dabei auf guter Qualität zu konkurrenzfähigen Preisen.

### E-Gitarren
- EVL Serie
- G Serie
- KX Serie
- M Serie
- X Serie
- Zenox Serie
- Jazz box Serie
- Masterpiece Serie
- Signature Serie
- VX Serie
- S Serie
- CR Serie

### Akustik-Gitarren
- Limited Edition Serie
- Earth Serie
- SFX Serie
- NTL Serie
- CJ Serie
- MR Serie
- Classical Serie
- Standard Serie
- AJ Serie
- Lp Serie
- Core Serie

### Bass-Gitarren
- Masterpiece Serie
- Signature Serie
- GB Serie
- Artisan Serie
- Curbow Serie
- PB1L Serie
- Action Serie
- EVL Serie
- Arona Serie
- Gene Simmons Axe
- Gene Simmons Punisher

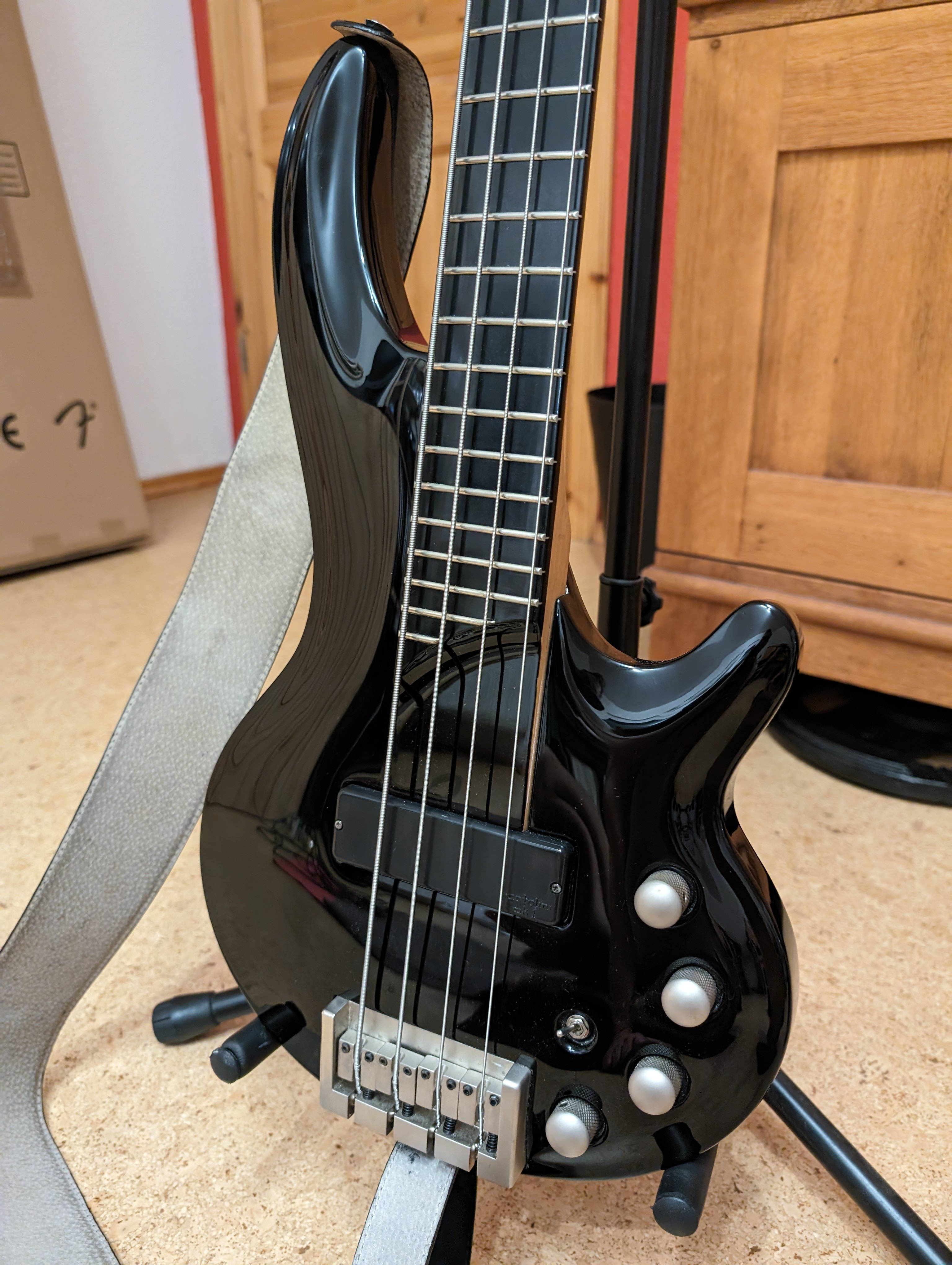
Korpus eines Cort Curbow E-Basses

Abgesehen von den momentan hergestellten Modellen hat Cort auch viele andere produziert. Einige der ersten Cort-Modelle waren direkte Kopien von populären Gitarren wie der Stratocaster.
Neben den Saiteninstrumenten hat Cort auch eigene Verstärker-Serien.

### Verstärker
- CM Series
- GE Series
- MX Series

## Parkwood
Bis 2006 stellte Cort eine Reihe von hoch-qualitativen Gitarren unter dem Namen 'Cort Parkwood' her. Ab 2006 führte Cort Parkwood als eine eigene Marke, ohne den Namen Cort und das Cort-Logo, fort. Parkwood wird weiterhin von Cort in Südkorea hergestellt, mit Ausnahme der Hybrid-Serie die aus Indonesien kommt.

## Vertragshersteller
Corts Produktion konzentriert sich nicht nur auf Gitarren der Marke Cort, sondern auf Vertragsherstellung für verschiedene andere Unternehmen. Große Unternehmen schließen dabei Verträge zur Herstellung von günstigeren Gitarren mit ihrem Logo und Namen ab. Zu den bekanntesten Marken gehören dabei Fender, Ibanez, Schecter, Parkwood und die G&L Tribute Serie.
In den letzten Jahren haben verschiedene kleine Hersteller, die für extrem hoch-qualitative (und hoch-preisige) Gitarren bekannt sind, begonnen, Cort für die Herstellung von Budget-Modellen unter Vertrag zu nehmen. So konnte zum Beispiel Avalon Guitars, ein nord-irischer Hersteller, durch Corts Produktion eines günstigeren Modells 8.000 Gitarren verkaufen und das Einkommen 2003 im Vergleich zum Vorjahr mehr als verdoppeln.

## Kritik und Kontroverse
Seit 1997 fielen die koreanischen Fabriken von Cort und Cor-Tek durch angebliche inhumane Arbeitsbedingungen auf. Arbeiter beklagen fehlende Pausen, lange Arbeitszeiten, unzureichende Versorgung mit persönlicher Schutzausrüstung bei gesundheitsschädlichen Schleif- und Lackierarbeiten. Ehemalige Mitarbeiter berichten von zahlreichen verbalem und physischem Missbrauch sowie einer hohen Anzahl von Arbeitsunfällen.
In den folgenden Jahren gab es immer wieder Missstände zu beklagen:
- 9. April 2007:Die Fabrik in Daejeon wird ohne jede Vorwarnung geschlossen.
- 12. April 2007: Massenentlassungen aller Mitarbeiter der Fabrik in Incheon. Die Entlassungswelle und die Behandlung der im Vorjahr gegründeten Gewerkschaftsmitglieder wird von der nationalen  Arbeitsbeziehungskommission als illegal bezeichnet.
- 12. Juli 2007: Ein protestierender Cort-Mitarbeiter setzt sich selbst in Brand.
- 15. Oktober 2008: Cort-Mitarbeiter protestieren durch 30 Tage andauernden Hungerstreik und besetzen einen 40 Meter hohen Strommast.

Da 95 % der Cort-Instrumente exportiert werden, versuchten die Mitarbeiter direkt bei den Handelspartnern und Endkunden auf die Missstände hinzuweisen. Dazu gab es Aktionen auf internationale Messen wie der Musikmesse Frankfurt, der Yokohama Music Fair sowie zuletzt 2010 im Rahmen der NAMM Show in Kalifornien.
Diese Vorfälle durchliefen die verschiedenen Stufen des koreanischen Rechtssystems von 2007 bis 2012. Letztlich entschied das koreanische oberste Gericht zugunsten von Cort. Somit bestand keine weitere gesetzliche Verpflichtung gegenüber den entlassenen Mitarbeitern. Die Fabrikschließungen von 2008 und die damit verbundenen Massenentlassungen wurden vom koreanischen Gericht als gerechtfertigt angesehen.

## Bekannte Nutzer
- Larry Coryell
- Matt Murphy
- Neil Zaza
- Billy Cox
- T. M. Stevens
- Ettore Rigotti
- Ricky Garcia
- Gene Simmons (Axt-Bass)
- Matthias Jabs (Signature Gitarren Garage 1 & Garage 2)